# Vue
Pour les articles homonymes, voir Vue (homonymie).

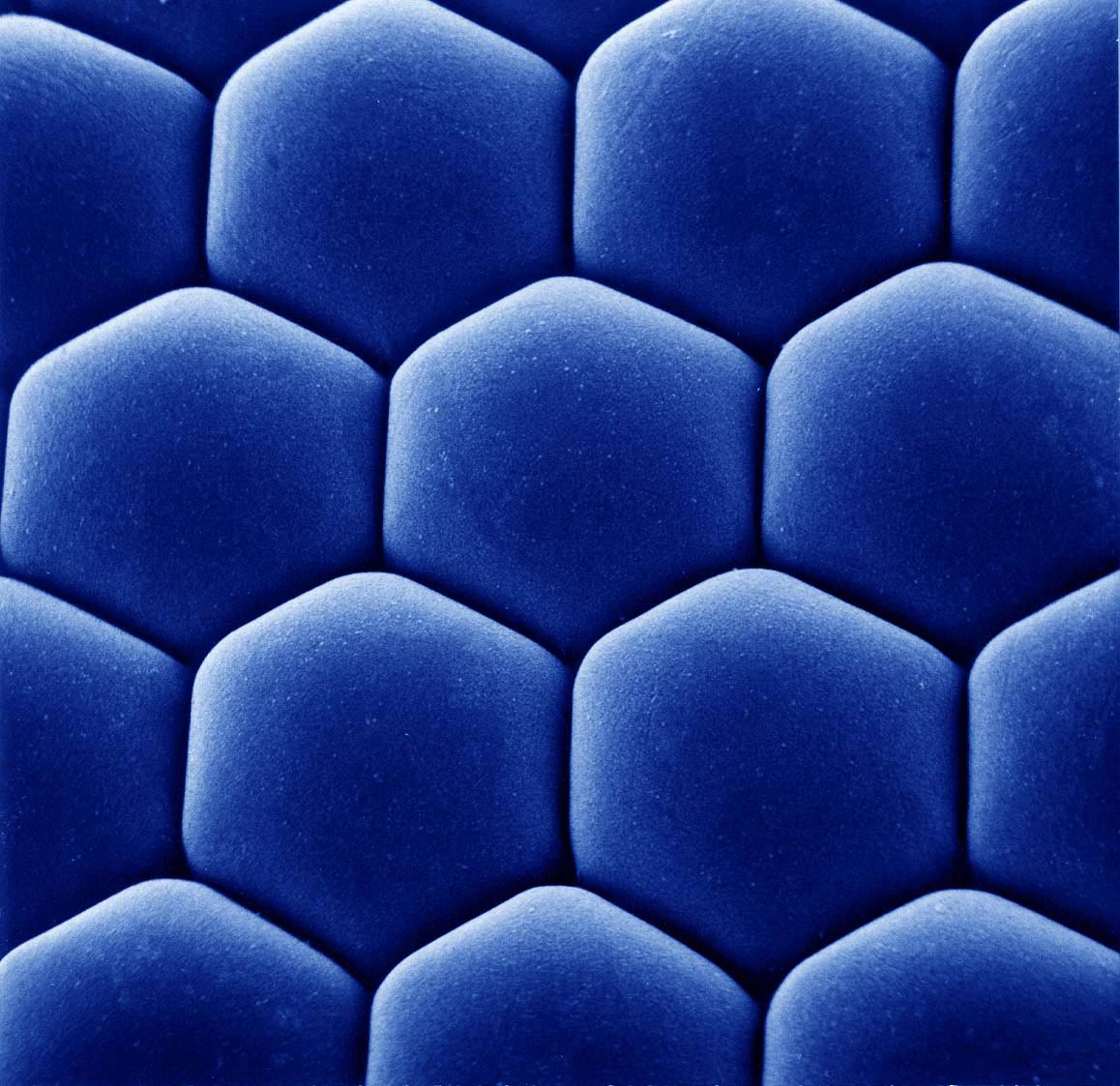
Ommatidies de krill antarctique, composant un œil primitif adapté à une vision sous-marine.

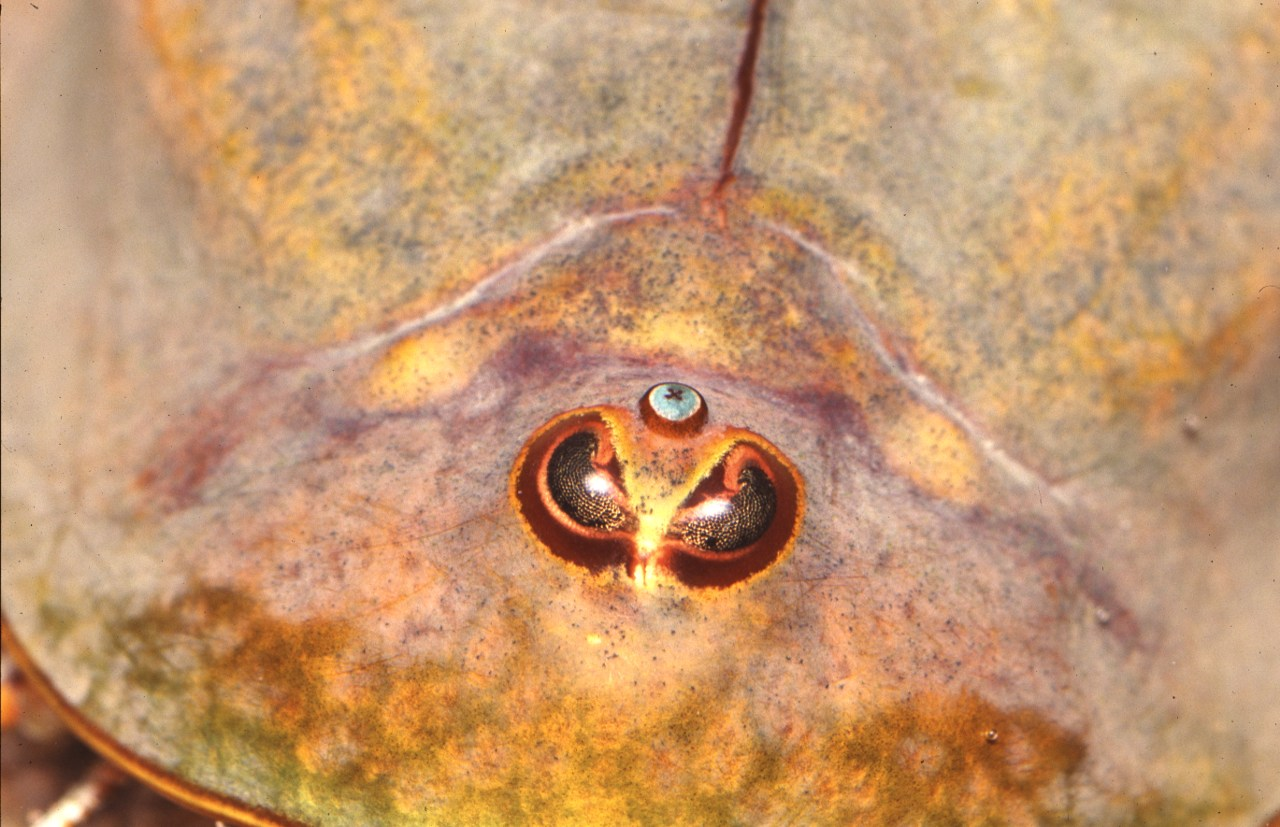
Yeux de triops, primitifs et non mobiles.

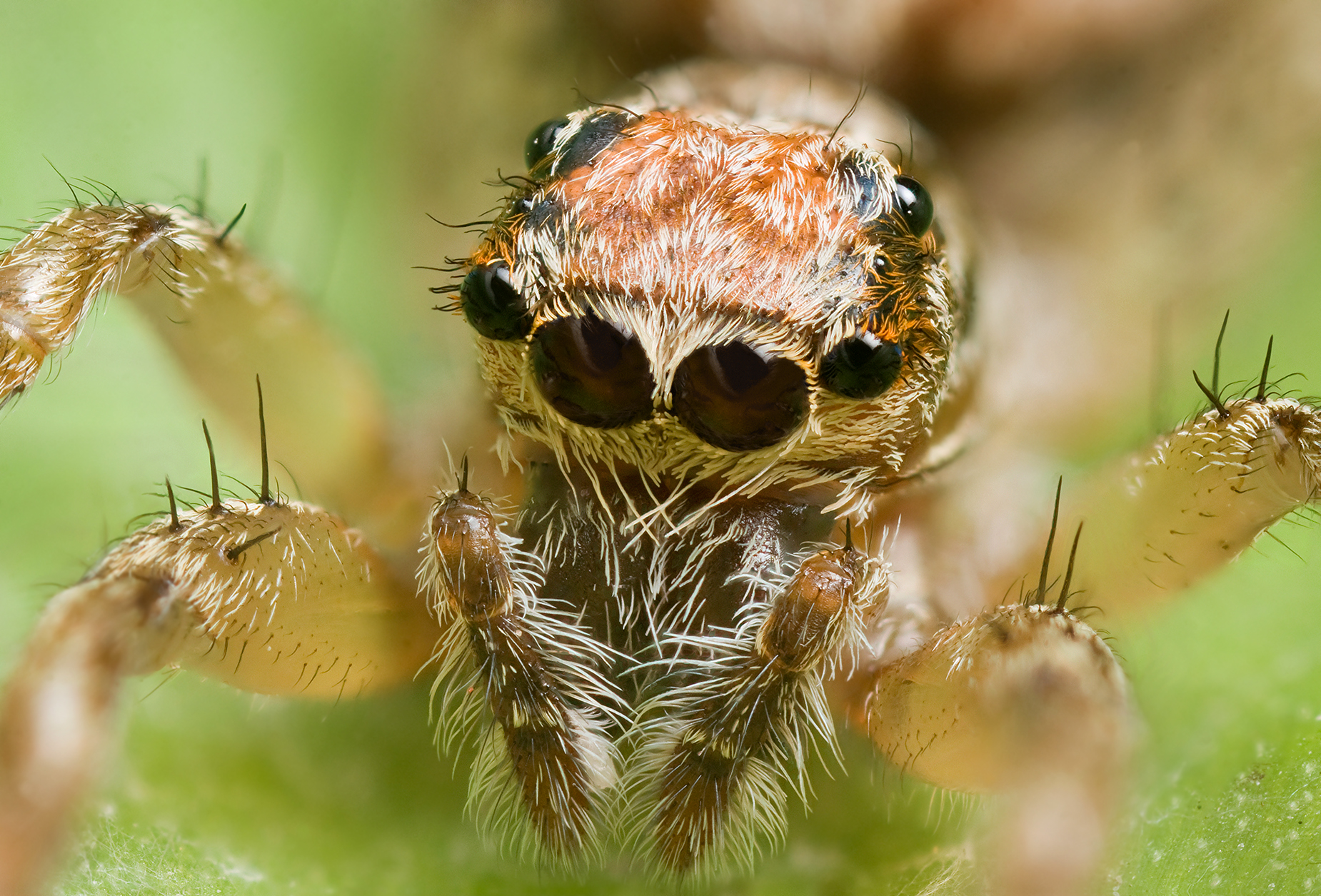
Yeux multiples d'une araignée sauteuse (famille des Salticidae, composée d'araignées chassant à l'affut, mode de chasse nécessitant une très bonne vision).

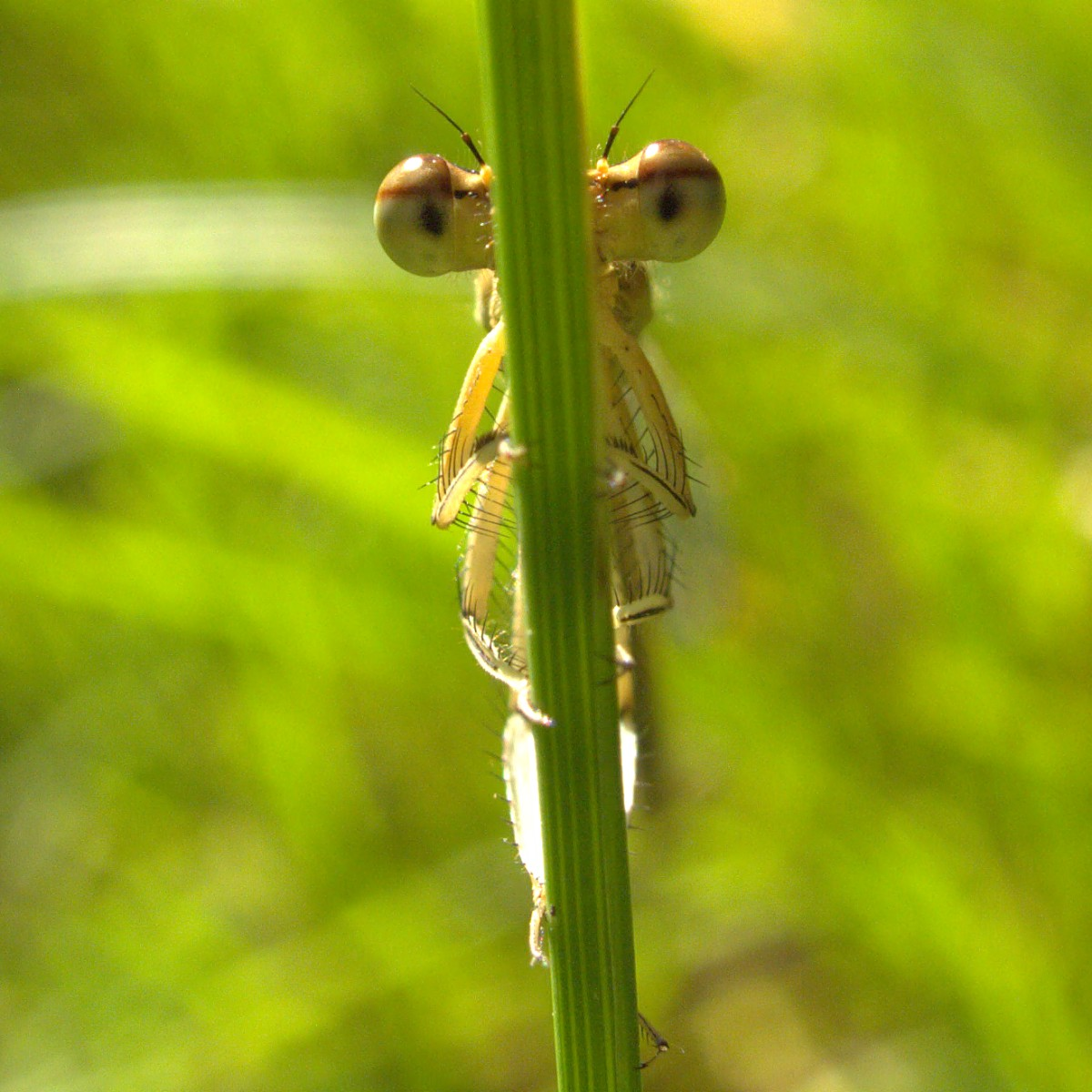
Œil de la libellule Platycnemis pennipes, offrant un champ de vision très large, adapté à un comportement de prédation.

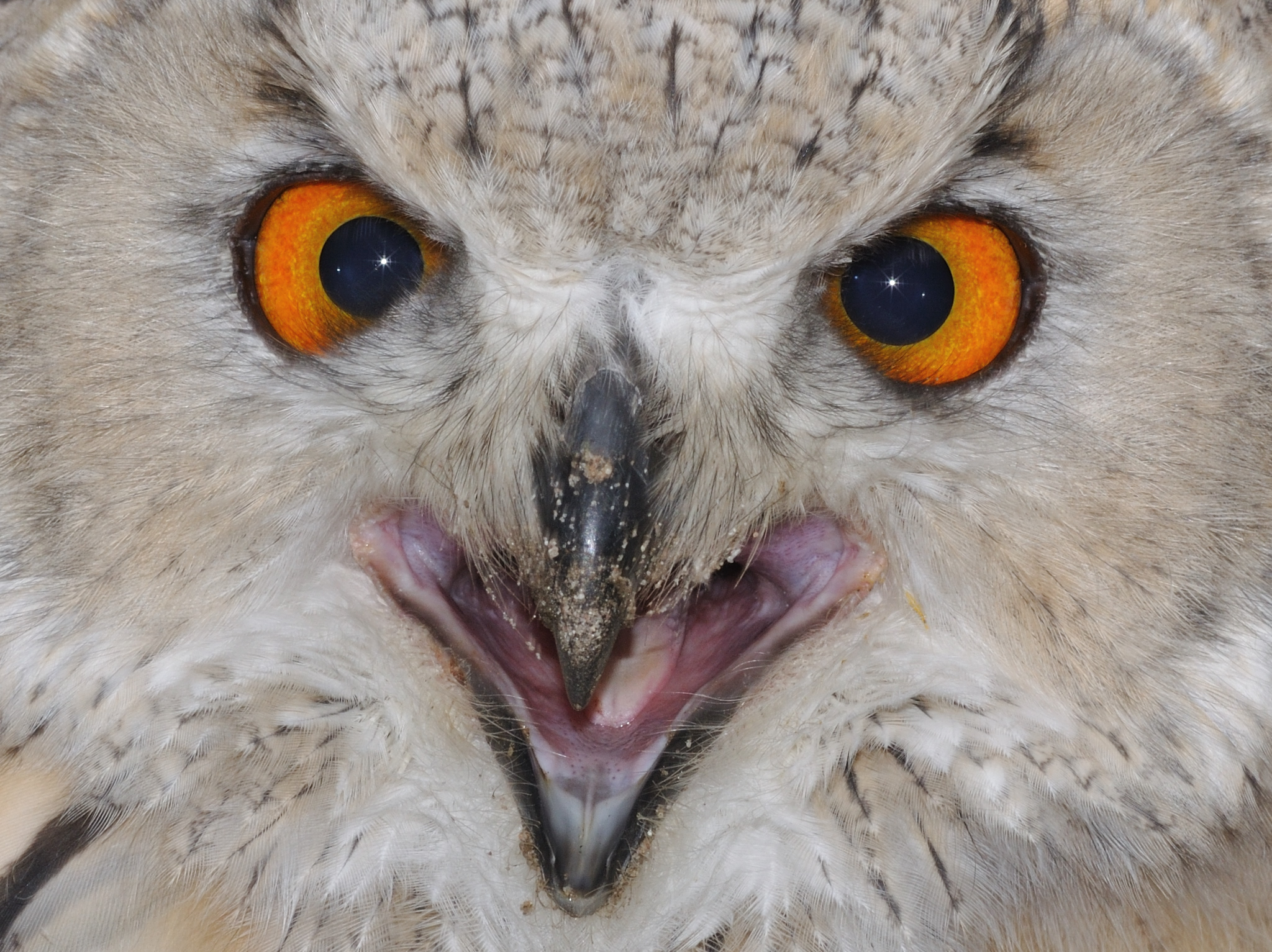
Les rapaces nocturnes ont un champ de vision et une acuité visuelle adaptés à l'environnement nocturne.

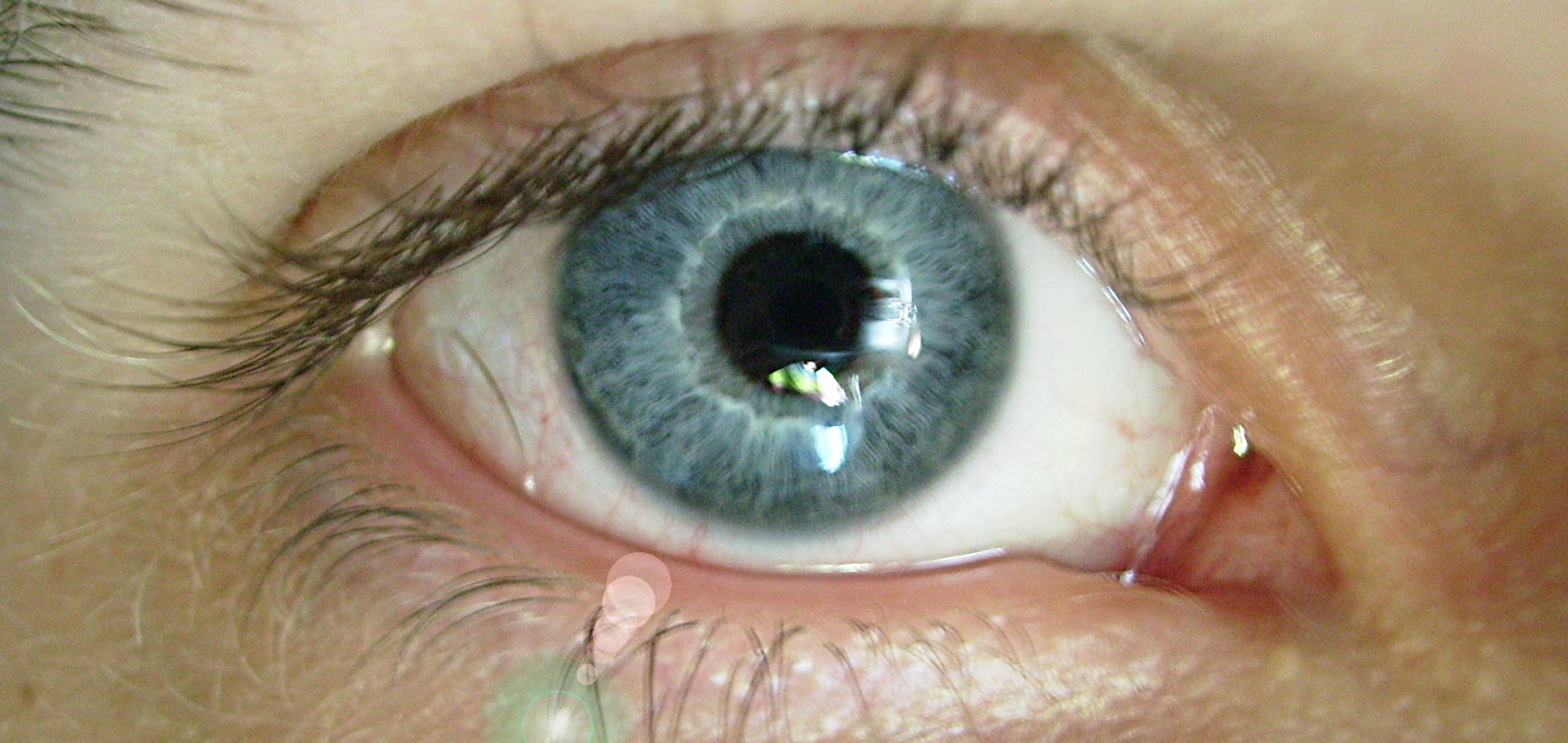
Œil humain.

La vue est le sens qui permet de réagir à l'environnement distant au moyen des rayonnements lumineux.
L'œil est l'organe de la vue, mais la vision, c'est-à-dire la perception visuelle, implique des zones spécialisées du cerveau (cf. Vision humaine). Le cortex visuel synthétise les influx nerveux et les traces mémorielles des expériences visuelles passées pour identifier des formes, des couleurs, des textures, des reliefs.
La plupart des espèces vivantes animées possèdent un sens de la vue, dont les caractéristiques, variées, dépendent de leur environnement.

## Paléontologie
Les fossiles d'arthropodes du Cambrien montrent que certains d'entre eux disposaient d'énormes yeux à facettes, mais jusqu'en 2017 on ignorait comment ils fonctionnaient.
L'œil le plus ancien dont la structure interne a été fossilisée serait celui d'un trilobite daté d'environ une demi-milliard d'années (Cambrien inférieur), trouvé en Estonie ; il est mort avec une partie de l'œil droit endommagé. Son fossile révèle ainsi des éléments sensoriels internes habituellement invisibles ; les yeux sont composés comme ceux de nombreux insectes contemporains mais, contrairement à ces derniers, leurs facettes ne disposaient pas de lentilles.

## Système visuel des vertébrés
La lumière passe d'abord par la cornée. Elle traverse ensuite l'humeur aqueuse, la pupille, le cristallin, puis l'humeur vitrée. Elle atteint ensuite la rétine. À ce stade, la lumière, constituée d'ondes électromagnétiques, est convertie en impulsions électriques par les constituants de la rétine, les photorécepteurs (cônes environ 10 millions, bâtonnets environ 120 millions) et les neurones, puis transmise au système nerveux central par le nerf optique. Les deux nerfs optiques (droit et gauche) s'entrecroisent au niveau du chiasma optique et projettent vers le thalamus au niveau des corps genouillés latéraux. À partir de ceux-ci, les informations sont relayées vers les aires visuelles du cortex.
Les photorécepteurs rétiniens cônes ou bâtonnets sont reliés par l'intermédiaire de neurones bipolaires  aux cellules ganglionnaires dont les axones constituent le nerf optique. Ce cône ou bâtonnet contient un pigment chimique qui est modifié par la lumière, cette modification produit de l'électricité dans le neurone (stimulation). La cellule annule alors chimiquement la modification du pigment afin de lui redonner sa formule première (arrêt de la stimulation du neurone).
Plusieurs bâtonnets sont souvent reliés à un même neurone, il suffit qu'un seul bâtonnet soit illuminé pour que le neurone soit stimulé. Ce type de neurone est alors très sensible à la quantité de lumière (sa puissance).  Les cônes sont souvent connectés à un seul neurone et ils contiennent un pigment sensible uniquement à une gamme de longueurs d'onde.
Les cônes sont moins sensibles, mais dans la plupart des espèces, ils existent en plusieurs types. Les oiseaux peuvent en avoir quatre, avec une sensibilité élargie du côté des ultraviolets par rapport aux humains ; la plupart des mammifères en ont deux, et les primates, humains compris, en général trois.

### Système visuel humain
L'œil humain est sensible, quand l'éclairage est suffisant, à trois plages d'ondes. C'est le traitement et la recombinaison de ces trois stimulations, effectués dans le cerveau, qui donnera la sensation des autres couleurs. L'absence d'un ou de plusieurs types de cônes dans l'œil rend insensible aux types de longueurs d'onde correspondantes. Ceci fut pressenti par le médecin John Dalton, il lui donna son nom : Le daltonisme (ou dischromatopsie). Le dysfonctionnement de ces trois types de cônes conduit à une absence totale de vision des couleurs (achromatopsie).
Au-delà (infrarouge) et en deçà de ces longueurs d'onde (ultraviolet) nous ne voyons pas.
Chaque cône ou bâtonnet est activé par la lumière, il passe ensuite à un état insensible pendant un certain temps, et redevient activable. Ces différents temps sont dus aux réactions photo-chimiques entre l'énergie lumineuse et les différents pigments. La durée pendant laquelle le cône (ou bâtonnet) n'est plus sensible à un changement de la lumière est le temps qu'il lui faut pour reconstituer son pigment. Tant que la concentration de pigment dans la cellule n'a pas atteint un certain seuil, le neurone continue d'être stimulé. C'est une partie de l'explication du phénomène de persistance rétinienne, on « voit » des traces lumineuses alors que la lumière s'est arrêtée.

### Vue fovéale et vue périphérique humaines

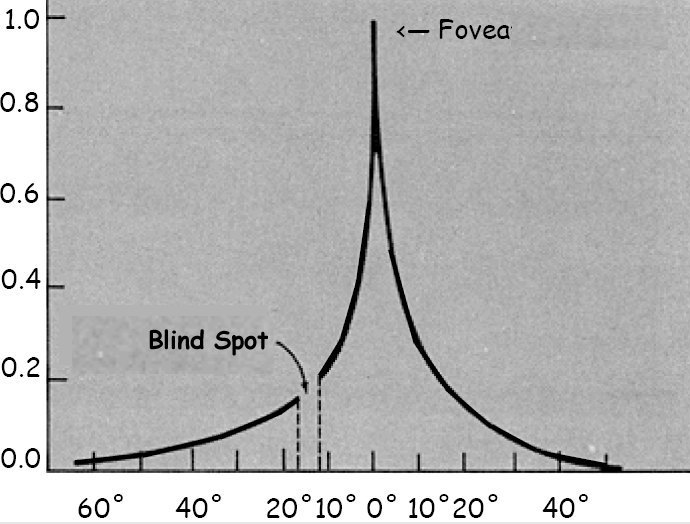
La discrimination sensorielle (l'acuité) de l'œil humain.

Le système fovéal de l'œil humain est le point de haute acuité qui se concentre sur trois à quatre fixations par seconde. Les mouvements oculaires sont visibles pour un observateur et s'enregistrent par des moyens techniques.
Le système périphérique  est capable de distinguer les moindres mouvements grâce à sa vitesse d'environ 50 images par seconde. Il fournit aussi des impressions globales d'une vue.

### Amétropies et pathologies visuelles humaines
Les yeux peuvent être affectés par des amétropies, comme la myopie, l'hypermétropie, l'astigmatisme  qui peuvent altérer la netteté de l'image perçue. La presbytie met en évidence le vieillissement du cristallin, le nystagmus quant à lui accompagne une faible vision. Parmi les autres pathologies on peut citer le strabisme, la cataracte, la photophobie, et les problèmes de la rétine, comme le daltonisme, l'achromatopsie, l'amaurose congénitale de Leber ou la rétinite pigmentaire. Après la naissance, on peut aussi voir apparaître des allergies dues à certaines substances ou aliments.

### La vue chez le bébé humain
Autrefois[Quand ?], l'on[Qui ?] pensait que les bébés naissaient aveugles.  Bien que la vue se développe plus lentement que les autres sens, elle est déjà présente à la naissance. La vision du nourrisson est très déficiente en ce qui concerne les plans éloignés et moyens, mais il voit bien en gros plan, donc suffisamment pour bien voir sa mère quand elle le nourrit au sein[réf. nécessaire]. Cela ne lui prendra que quelques heures après la naissance pour être capable de reconnaître le visage de sa mère[réf. souhaitée]. Toutefois, cela lui prendra quelques semaines pour être capable de suivre un objet des yeux. À la naissance, il a une vision monoculaire, ce qui explique que les bébés semblent avoir les yeux croches. Selon Bornstein[Qui ?], les cellules (cônes) permettant la perception du rouge et du vert sont présentes dès l'âge de quatre semaines et peut-être même à la naissance[réf. nécessaire]. Il est possible que celles qui permettent de voir le bleu soit elles aussi déjà présentes. Au cours de sa première année, il acquiert progressivement la perception de la distance.  Vers l'âge de 3 mois, il commence à percevoir la profondeur selon les données de recherche recueillies grâce à la falaise visuelle, un dispositif expérimental conçu en 1960 par Eleanor Gibson et Richard Walk.

## La vue chez les vertébrés
À quelques différences près, les yeux des vertébrés sont sensiblement les mêmes que ceux des êtres humains. Ils sont composés principalement de quatre parties principales : la rétine, l'iris, le cristallin et la cornée. Des chercheurs ont mis en avant les spécificités propres à chaque race animale.
Par exemple, les chats sont dichromates. Ils ne perçoivent pas les rouges. Leur acuité visuelle est médiocre, en comparaison de celle de l'homme, en raison de l'absence de fovéa dans leurs rétines. En revanche, leur vision est particulièrement adaptée au repérage des mouvements avec un large champ de vison à 280°, et au repérage nocturne. À l'inverse, les faucons sont des animaux diurnes comme l'homme, ils voient très mal la nuit et restent donc au nid pour dormir. Comme l'homme, ils ont une vision trichromate, mais grâce à leurs yeux dotés de double fovéa, leur perception des détails est bien plus précise que celle des êtres humains, ce qui leur donne une grande précision en vol[réf. nécessaire].
En 2013, l'entreprise française Dassault Systèmes a mis en ligne un jeu sérieux en partenariat avec Current Productions et financé par la Région Île-de-France, qui permet de vivre en ligne une expérience, appelée AllEyes 3D experience, qui sensibilise l'utilisateur à la vision animale par immersion dans un milieu 3D interactif.